# Bruna Farias
Bruna Jéssica Oliveira Farias (Maceió, 19 de maio de 1993) é uma velocista olímpica brasileira. Representou o Brasil nos Jogos Olímpicos de Verão de 2016 como parte do revezamento 4x100 m feminino do atletismo.
Em 2015 participou dos Jogos Pan-Americanos e do seu primeiro mundial adulto de atletismo, sempre como parte do revezamento 4x100.
Em 2016 foi convocada pela Confederação Brasileira de Atletismo para compor o revezamento 4x100 metros feminino nos Jogos Olímpicos de Verão de 2016. A equipe brasileira viria a ser desclassificada nas eliminatórias da prova, devido à interferência brasileira sobre o revezamento americano.

## Resultados internacionais
| Ano                     | Competição                      | Local                   | Posição                 | Evento                  | Notas                   |
| Representante do Brasil | Representante do Brasil         | Representante do Brasil | Representante do Brasil | Representante do Brasil | Representante do Brasil |
| ----------------------- | ------------------------------- | ----------------------- | ----------------------- | ----------------------- | ----------------------- |
| 2014                    | Campeonato Sul-Americano Sub-23 | Montevidéu              | 2º                      | 100 m                   | 11.52                   |
| 2014                    | Campeonato Sul-Americano Sub-23 | Montevidéu              | 1º                      | 200 m                   | 23.61                   |
| 2014                    | Campeonato Sul-Americano Sub-23 | Montevidéu              | 1º                      | Revezamento 4x100 m     | 45.44                   |
| 2015                    | Campeonato Sul-Americano        | Lima                    | 2º                      | Revezamento 4x100 m     | 44.43                   |
| 2015                    | Jogos Pan-Americanos de 2015    | Toronto                 | 4º                      | Revezamento 4x100 m     | 43.01                   |
| 2015                    | Campeonato Mundial de Atletismo | Pequim                  | 9º (q)                  | Revezamento 4x100 m     | 43.15                   |
| 2016                    | Campeonato Ibero-americano      | Rio de Janeiro          | 5º                      | 100 m                   | 11.46                   |
| 2016                    | Campeonato Ibero-americano      | Rio de Janeiro          | 2º                      | Revezamento 4x100 m     | 43.68                   |
| 2016                    | Jogos Olímpicos                 | Rio de Janeiro          | —                       | 4 × 100 m relay         | DQ                      |
| 2017                    | Mundial de Revezamentos         | Nassau                  | 8º (q)                  | Revezamento 4x100 m     | 44.20                   |

## Melhores marcas pessoais
A tabela a seguir lista as melhores marcas de Bruna Farias por prova:
| Prova            | Marca   | Local                 | Data                    |
| ---------------- | ------- | --------------------- | ----------------------- |
| 100 metros       | 11,45 s | São Bernardo do Campo | 30 de junho de 2016     |
| 200 metros       | 23,32 s | São Bernardo do Campo | 3 de julho de 2016      |
| 4x100 metros     | 42,59 s | Londres               | 22 de julho de 2016     |
|                  |         |                       |                         |
| 60 metros indoor | 7,42 s  | São Caetano do Sul    | 16 de fevereiro de 2014 |